# 定姜
定姜（ていきょう、生没年不詳）は、衛の定公の夫人。

## 経歴
斉に生まれ、衛の定公にとついだ。定公とのあいだに公子を生んだが、早くにその公子は死去した。公子の妻には子がなく、3年の喪を終えると、定姜は公子の妻を帰国させるべく自らこれを送った。野にいたって、悲しみがきわまり、涙をふるって「燕燕」の詩を詠んだとされる。
ときに定公は孫林父を憎んでおり、紀元前584年に孫林父は晋に亡命した。紀元前577年、晋の厲公が郤犨を衛に派遣して孫林父を帰国させようとした。定公はこれを断ろうとしたが、定姜が「いけません。孫林父は先君穆公の時代の上卿であった孫良夫の嗣子です。また大国の要請を断れば、衛国は滅亡しましょう。孫林父が憎いといっても、亡国よりはましです。君は我慢なさってください。民を安んじて上卿を許すのも、また悪いことではありません」と諫めたので、定公は孫林父の帰国と復権を許した。
同年冬、定公が死去した。定公と敬姒のあいだの子の衎（献公）が衛の国君として即位したが、献公は喪中にあっても悲しむ態度を見せなかった。定姜は「天は衛国に禍いを下された。わたしは鱄（子鮮）を国君に立てたかった」と嘆いた。衛国の大夫たちはこれを聞いてみな不安を抱き、孫林父は自家の財産を衛から戚に移して、晋の大夫たちとの交友を親密にするようになった。後に献公は暴虐ぶりを示し、定姜をあなどるようになった。
紀元前563年、鄭の皇耳が軍を率いて衛に侵攻した。孫林父が鄭軍を追撃すべきか占い、結果を定姜に見せると、「卜兆は山陵のようなかたちである。男たちが出征すればその主将を失うだろう」といった。定姜は「出征する者が主将を失うとは、防御側の利を表しています。あなたは鄭軍を追撃なさい」と答えた。衛軍が鄭軍を追撃すると、皇耳を犬丘で捕らえた。
紀元前559年、孫林父が献公を攻撃し、献公は斉に亡命した。献公は国境を出るにあたって、祝宗を宗廟に派遣して、亡命の事実と自分の無罪を報告した。定姜は献公の3つの罪を数えて、その欺瞞を糾弾した。